# 桑迪海灘 (印地安納州)
桑迪海灘（英語：Sandy Beach）是位於美國印地安納州卡洛爾縣的一個非建制地區。該地的面積和人口皆未知。

## 地理
桑迪海灘的座標為40°39′52″N 86°45′12″W / 40.66444°N 86.75333°W，而該地的平均海拔高度為189米（即620英尺）。